# Lysasterias heteractis
Lysasterias heteractis is een zeester uit de familie Asteriidae.
De wetenschappelijke naam van de soort werd in 1940 gepubliceerd door Walter Kenrick Fisher.